# Азиатский батальон (Османская империя)
Азиатский батальон — добровольное воинское подразделение османской армии, состоявшее преимущественно из тюрков-мусульман Российской империи, преимущественно татар, крымских татар и башкир.

## Участие в войне
В состав батальона набирались тюрки-мусульмане, воевавшие в Первой мировой войне на стороне России, добровольно сдавшиеся в плен. Их сдача в плен была обусловлена нежеланием участвовать в войне против Османской империей, являвшейся близкой в культурном и религиозном отношении для этих народов страной. Подразделение не являлось обязательным, потому, нежелавшие воевать могли остаться в Анатолии.
Пленных, через Румынию, 1 мая из Берлина направили в Стамбул, куда они прибыли в 7-8 мая 1916 года. На церемонии селямлыка их приветствовал лично султан Мехмед V. Они оставались в городе 2 месяца, обосновавшись лагерем в районе Чамлыджа. Позднее они приняли участие в военных учениях, где по сценарию отрабатывали нападение на русских.
Командовал батальном Халиль-паша, затем Кязым Карабекир-паша, затем Шюкрю Наиль-бей. Также в рядах батальона сражался азербайджанский офицер Рамазанов и уйгур Хаджи Юсуф, отец Хаджи Якупа Аната, борца за независимость Восточного Туркестана.
Они принимали участие в войне на Иракском фронте.

## История в дальнейшем
После окончания Первой мировой войны, в живых остались только 170 человек (по другим данным 580), из которых только 30 остались в Турции, оставшиеся вернулись обратно.